# Kolonia Pęcławska
Kolonia Pęcławska is een plaats in het Poolse district  Staszowski, woiwodschap Święty Krzyż. De plaats maakt deel uit van de gemeente Bogoria en telt 140 inwoners.